# Richard Spooner

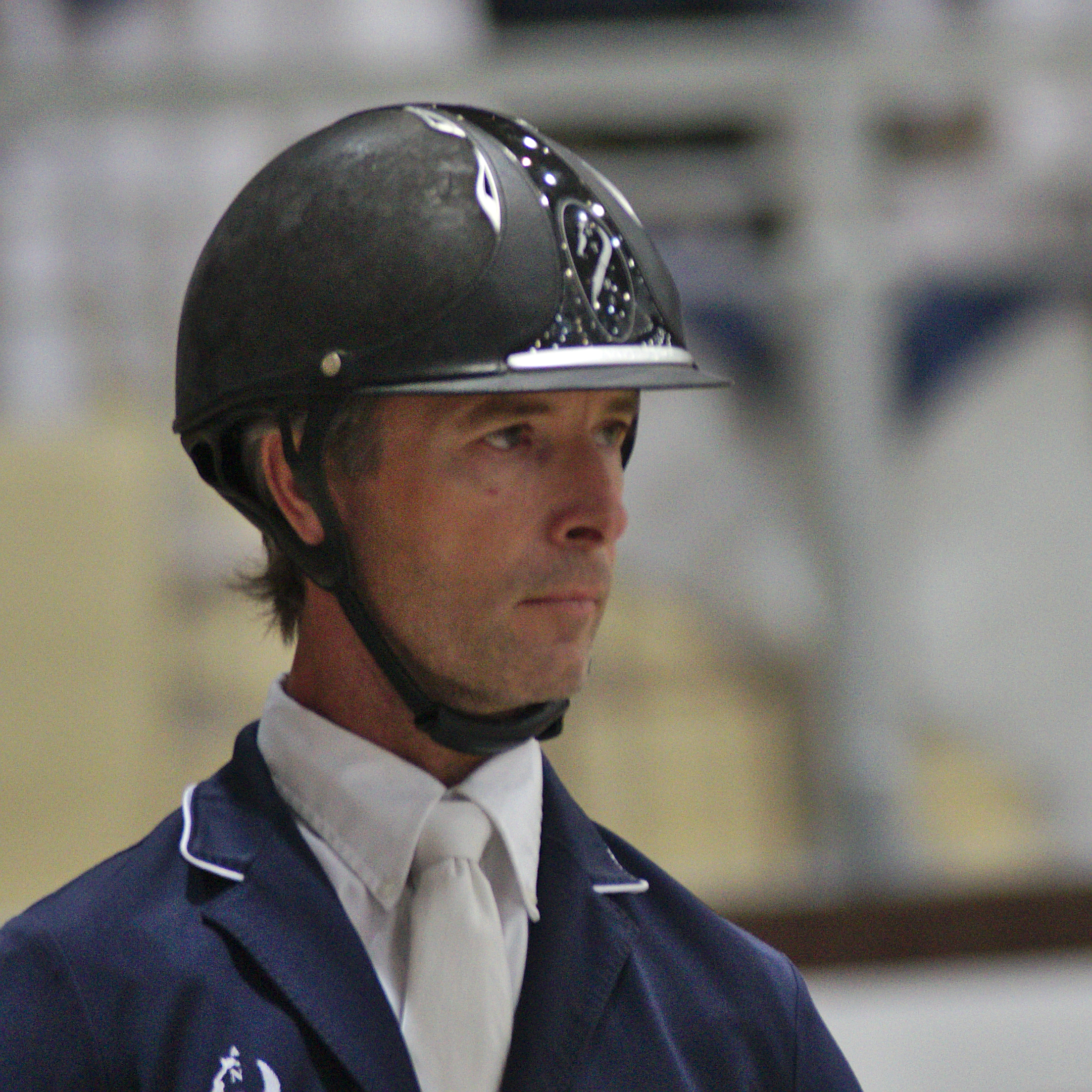
Richard Spooner mit Apache bei der ersten Qualifikation zum Deutschen Spring-Derby 2012

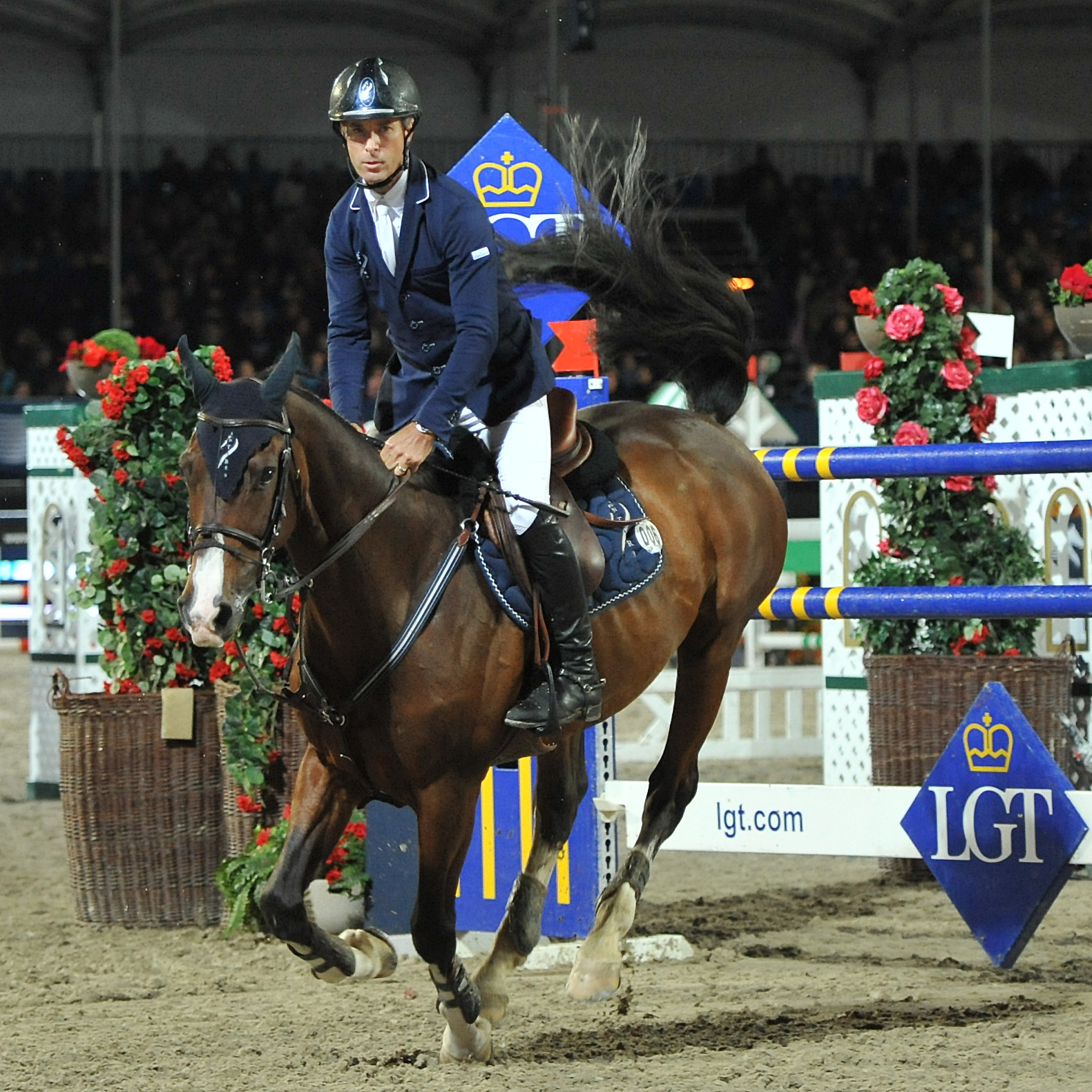
Richard Spooner mit Cristallo bei den Vienna Masters 2013

Richard Spooner (* 2. August 1970 in Kalifornien) ist ein US-amerikanischer Springreiter.

## Werdegang
Im Alter von 10 Jahren begann Spooner zu reiten. Im Jahr 2006 gewann er das mit einer Million Kanadischen Dollar dotierte CN International in Spruce Meadows. Mit Cristallo startete er 2011 beim Weltcupfinale in Leipzig.
2010 war er gemeinsam mit der Springreiterin Ashlee Bond in der Fernsehserie A Rider's Story zu sehen.

## Pferde (Auszug)
aktuelle:
- Cristallo (* 1998), brauner Holsteinerwallach, Vater: Caretino, Muttervater: Cicero
- Billy Bianca (* 2001), braune Stute, Vater: Vechta, Muttervater: Iroko

ehemalige:
- Robinson (* 1988), Hannoveraner, Schimmelwallach, Vater: Raphael
- Hilton Flight (* 1993), Irisches Sportpferd, brauner Wallach, Vater: Errigal Flight